# محمد مرحوم
محمد مرحوم هو لاعب كرة قدم سوداني في مركز الهجوم، ولد في 1 يوليو 1990 في السودان. شارك مع منتخب السودان لكرة القدم.

## وصلات خارجية
- محمد مرحوم على موقع Soccerway.com (الإنجليزية)